# Tambila conspersa
Tambila conspersa är en insektsart som beskrevs av William Lucas Distant 1918. Tambila conspersa ingår i släktet Tambila och familjen dvärgstritar. Inga underarter finns listade i Catalogue of Life.